# Writes of Passage
Albums de Sheila E. and the E-Train
Sex Cymbal
(1991) Heaven
(2001)
Writes of Passage est un album (et une chanson) de la chanteuse et percussionniste américaine Sheila E. and the E-Train, sorti en 2000 sur le label Concord Vista.

## Liste des titres
| 1.    | Trainacomin'      | 0:22 |
| 2.    | Paragon           | 4:21 |
| 3.    | Rituals           | 4:24 |
| 4.    | Passing Through   | 6:09 |
| 5.    | N Perfect Time    | 5:03 |
| 6.    | Protocol          | 5:10 |
| 7.    | Writes of Passage | 4:36 |
| 8.    | Truth             | 4:45 |
| 9.    | Rite to Paradise  | 4:03 |
| 10.   | Virtuosity        | 4:40 |
| 11.   | Trainagoin'       | 1:00 |
| 44:32 |                   |      |

## Membres du groupe
- Sheila E. : chant, batterie, percussions
- Marc Van Wageningen : basse
- Ray Obiedo : guitare
- Renato Neto : claviers
- Peter Michael Escovedo : percussions
- Eric Leeds : saxophone, flûte

### Chroniques
- (en) Hilarie Grey, « Sheila E. and the E Train: Writes of Passage - JT Archives », sur JazzTimes.com, 1er mars 2001 (consulté le 31 mai 2020)
- (en) Jim Santella, « Sheila E. and the E-Train: Writes Of Passage - Album Review », sur All About Jazz, 1er février 2001 (consulté le 31 mai 2020)